# Melicope quadrilocularis
Melicope quadrilocularis là một loài thực vật có hoa trong họ Cửu lý hương. Loài này được (Hook. & Arn.) T.G. Hartley mô tả khoa học đầu tiên năm 2001.